# Simon Herbert
Pour les articles homonymes, voir Herbert.
Simon Herbert, né le 26 août 2001 à Leicester, est un joueur professionnel de squash représentant l'Angleterre. Il atteint en novembre 2024 la 49e place mondiale sur le circuit international, son meilleur classement. 

## Biographie
En 2023, il se qualifie pour les championnats du monde et s'incline au premier tour face à Youssef Ibrahim.